# Euthyrrhapha termitophila
Euthyrrhapha termitophila är en kackerlacksart som beskrevs av Karlis Princis 1967. Euthyrrhapha termitophila ingår i släktet Euthyrrhapha och familjen Polyphagidae. Inga underarter finns listade i Catalogue of Life.